# Dédé la Canaille
Dédé "la Canaille" Jeuné is een personage uit de stripserie De Kiekeboes van Robert Merhottein ('Merho'). 

## Personage
Hij is een Zuid-Franse bandiet-moordenaar, die een grote haat koestert voor Marcel Kiekeboe. Hij maakte zijn debuut in het album Met de Franse slag. Dédé is stoer gebouwd, spreekt deels Frans deels Nederlands en heeft blond, achterovergekamd haar. Zijn personage is gebaseerd op Patrick Haemers. Het woord "canaille" betekent in het Frans "boef" of "schoft".
In het album Met de Franse slag komt de familie Kiekeboe toevallig in aanraking met Dédé. Marcel Kiekeboe ging nadat Dédé in datzelfde album opgepakt was door de politie tegen hem getuigen in de rechtbank, waardoor Dédé een lange straf moet uitzitten in de Ribbedebiegevangenis. Dit vergeeft Dédé Marcel nooit en bij elke, meestal creatieve, ontsnapping wil hij zich eerst wreken vooraleer hij een andere zware misdaad pleegt. Deze obsessie breekt hem echter altijd zuur op en hij belandt weer in de gevangenis. 
Teneinde te ontsnappen rekent Dédé op een medeplichtige, zoals de ravissante Ellen Boog, die hem bevrijdt om zoveel mogelijk met hem te kunnen vrijen (maar uiteindelijk daar weinig van in huis komt door zijn obsessie met Kiekeboe), en Sam Auvar (onder de schuilnaam Kris Kras benadert hij Kiekeboe door zich met Fanny in te laten) in hetzelfde album, De wraak van Dédé, terwijl in De come-back van Dédé  Jim Menace hem uit de gevangenis breekt, maar diens liefde voor de sigaret verraadt hen uiteindelijk en wordt hij door een leger Kiekeboes aangehouden, die allen politie-agenten blijken te zijn, op een Kiekeboe-festiviteit. 
In Seizoensfinale maakt Dédé deel uit van een inburgeringsproject waarbij hij tewerkgesteld wordt in een winkelketen. Dankzij het gebrekkige toezicht ontsnapt hij nogmaals, maar in de achtervolging met Marcel die daarop volgt raakt Dédé verzeild in een zwaar verkeersongeval dat hem permanent invalide maakt.

## Albums
Dédé la Canaille duikt in de volgende albums op:
- Met de Franse slag (nr. 51)
- De wraak van Dédé (nr. 52)
- De come-back van Dédé (nr. 65)
- Het idee van Dédé (nr. 75)
- In het spoor van Dédé (nr. 85)
- 99 Plus (nr. 100)
- Dédé bij nacht (nr. 111)
- Een dagje Dédé (nr. 133)
- Dédé en partner (nr. 151)

## Trivia
- In zijn debuutalbum Met de Franse slag, wordt hij nog Dédé le Canaille genoemd, vanaf het volgende album Dédé la Canaille.
- In het album 99 Plus bleek dat zijn echte naam Dédé Jeuné is, een woordspeling op het Franse woord voor ontbijt, déjeuner, en niet Dédé la Canaille.